# Isdhoo
Isdhoo är en ö i Haddhunmathiatollen i Maldiverna.  Den ligger i administrativa atollen Laamu atoll, i den centrala delen av landet, 230 km söder om huvudstaden Malé. På ön finns två samhällen, i nordöst samhället Isdhoo, i sydväst samhället Kalaidhoo. Kalaidhoo räknas statistiskt som en egen ö, trots att samhället ligger på ön Isdhoo. Kalaidhoo ska inte förväxlas med ön Kalhaidhoo, cirka 15 km sydväst, som var bebodd vid folkräkningen 2006, men numera är obebodd.